# Teljes eseményrendszer
A teljes eseményrendszer tulajdonképpen az eseménytér felbontása olyan diszjunkt részhalmazokra, melyek együttesen lefedik a teljes eseményteret. Az ábrán a B1, B2, ... , B8 események teljes eseményrendszert alkotnak. 

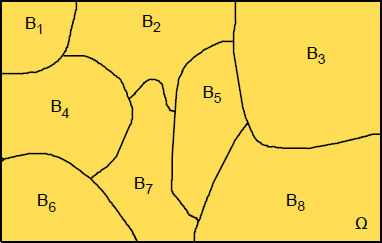
Teljes eseményrendszer felbontása diszjunkt részhalmazokra.

## Definíció
Az A1, A2, ... , An események teljes eseményrendszert alkotnak, ha egymást páronként kizárják és összegük a biztos esemény, azaz ha Ai· Aj = ∅ (ha i ≠ j), és A1 + A2 + ... + An = Ω.